# Norman Slater
Norman Bernard „Norm“ Slater (* 23. Januar 1894, in San Francisco; † 1. März 1979, Clarksburg, Kalifornien) war ein amerikanischer Rugby-Union-Spieler. Er wurde 1924 Olympiasieger mit der US-Auswahl.
Slater gehörte auf den Halbspieler-Positionen zusammen mit seinem Bruder Colby zur Mannschaft der Berkeley High School und gewann mit dem Team 1911 und 1912 die kalifornische Staatsmeisterschaft.
Später zog er nach San Francisco und heiratete; als er 1924 neben seinem Bruder Colby in die US-Auswahl für das olympische Rugby-Turnier in Paris berufen wurde, hatte er bereits zwei Kinder. In Frankreich spielte er beim ersten der beiden Spiele gegen Rumänien in der Dritten Sturm-Reihe (die genaue Position wurde im Spielbericht nicht vermerkt). Beim zweiten und entscheidenden Spiel der Eagles beim olympischen Turnier gegen Frankreich diente er dagegen als Touch judge.
Nach seiner aktiven Sportzeit zog er 1928 zu seinem Bruder Colby nach Clarksburg, wo sie zusammen eine Farm betrieben; 1946 mitbegründeten die Brüder Slater die Feuerwehr von Clarksburg, deren erster Leiter Norman Slater bis zu seiner Pensionierung 1962 wurde.